# 天目中路
天目中路是中国上海市静安区（原闸北区南部）的一条东西向交通干道，东起浙江北路，西至大统路，全长1456米，宽31.5～56米。
天目中路的辟筑始于民国初年，1908年到1909年，闸北市政机构将川虹浜填埋修筑成马路，名南川虹路。1914年到1916年修筑新民支路以东段，名为新民路。1947年继续向西延伸成现状。1963年，天目路、新民路和广肇路统一以浙江省的天目山命名，分别改为天目东路、天目中路和天目西路。
天目中路578号的闸北政法大楼，2008年7月1日发生闸北公安分局袭警案。

## 交会道路（东向西）
- 浙江北路接天目东路
- 华兴支路
- 西藏北路
- 百禄路
- 晋元路
- 海宁路
- 乌镇路
- 南星路
- 新民支路
- 共和新路（南北高架路）接天目西路